# Seznam hokejistov lige NHL po imenu
Seznam hokejistov lige NHL po imenu je krovni seznam. 

## Seznami
- Seznam hokejistov lige NHL (A)
- Seznam hokejistov lige NHL (B)
- Seznam hokejistov lige NHL (C)
- Seznam hokejistov lige NHL (D)
- Seznam hokejistov lige NHL (E)
- Seznam hokejistov lige NHL (F)
- Seznam hokejistov lige NHL (G)
- Seznam hokejistov lige NHL (H)
- Seznam hokejistov lige NHL (I)
- Seznam hokejistov lige NHL (J)
- Seznam hokejistov lige NHL (K)
- Seznam hokejistov lige NHL (L)
- Seznam hokejistov lige NHL (M)
- Seznam hokejistov lige NHL (N)
- Seznam hokejistov lige NHL (O)
- Seznam hokejistov lige NHL (P)
- Seznam hokejistov lige NHL (Q)
- Seznam hokejistov lige NHL (R)
- Seznam hokejistov lige NHL (S)
- Seznam hokejistov lige NHL (T)
- Seznam hokejistov lige NHL (U)
- Seznam hokejistov lige NHL (V)
- Seznam hokejistov lige NHL (W)
- Seznam hokejistov lige NHL (X)
- Seznam hokejistov lige NHL (Y)
- Seznam hokejistov lige NHL (Z)
- Seznam hokejistov lige NHL (Ž)